# Lago Salato (Turchia)
Il Lago Salato (in turco Tuz Gölü) è il secondo lago per ampiezza in Turchia, situato nell'Anatolia centrale, 105 km a nord-est da Iconio e 150 km Sud-Est da Ankara. Per gran parte dell'anno questo lago basso (1-2 metri) e salato ha un'area di 1500 km². Normalmente è lungo 80 km e largo 50 ad un'altezza di 905 m s.l.m. La sua area è divisa fra le province di Ankara, Konya e Aksaray. Presso il lago vivono oltre 3 milioni di persone.
Il lago, occupando una depressione tettonica nell'altopiano centrale della Turchia, è alimentato da due maggiori immissari, dal corso anche sotterraneo, ma non ha emissario. Si sono formate paludi salate dove canali e corsi d'acqua entrano nel lago.